# Saudi Aramco
Saudi Aramco (arabiska: أرامكو السعودية), officiellt Saudi Arabian Oil Company, är det huvudsakligen statsägda oljebolaget i Saudiarabien. Saudi Aramco är världens största oljebolag, både mätt efter oljeproduktion och mängd påvisade oljereserver.
Saudi Aramco har sitt huvudkontor i Zahran men även produktionsanläggningar i bland annat Abqaiq.

## Historik
Företaget tillkom efter att det amerikanska oljebolaget California Standard (även kallat SOCAL), en föregångare till Chevron, 1933 fick tillstånd att borra efter olja i Saudiarabien. Den första oljan hittades 1938 och 1948 hittades Ghawarfältet, världens största oljefält. California Standards dotterbolag i Saudiarabien hette inledningsvis California-Arabian Standard Oil Company, men bytte 1944 namn till Arabian American Oil Company, förkortat ARAMCO.
1973 till 1980 tog saudiarabiska staten successivt över ägandet av ARAMCO. 1988 bytte företaget namn till Saudi Arabian Oil Company - Saudi Aramco.

### Drönarattack 2019
Den 14 september 2019 inträffade en drönarattack på två Saudi Aramco-fabriker: Abqaiqs oljebearbetningsanläggning och Khurais oljefält. Huthi-rebeller tog på sig ansvaret för attacken. Attacken minskade 5,7 miljoner fat per dag (bpd – barrels per day) av saudisk råolja, över 5% av världens utbud. Det förekom diskussioner av saudiarabiska tjänstemän om att skjuta upp Aramcos börsintroduktion, eftersom attackerna "sidosatte mer än hälften av kungarikets produktion" av olja.

### Börsintroduktion 2019
I december 2019 börsintroducerades bolaget på Tadawulbörsen, i samband med att 1,5 procent av aktierna erbjöds till andra ägare. Börskursen den första handelsdagen motsvarade en värdering av företaget av 1880 miljarder dollar.